# Cornus nuttallii
Cornus nuttallii är en kornellväxtart som beskrevs av Audubon, John Torrey och A.Gray. Cornus nuttallii ingår i släktet korneller, och familjen kornellväxter. Inga underarter finns listade i Catalogue of Life.

## Bildgalleri

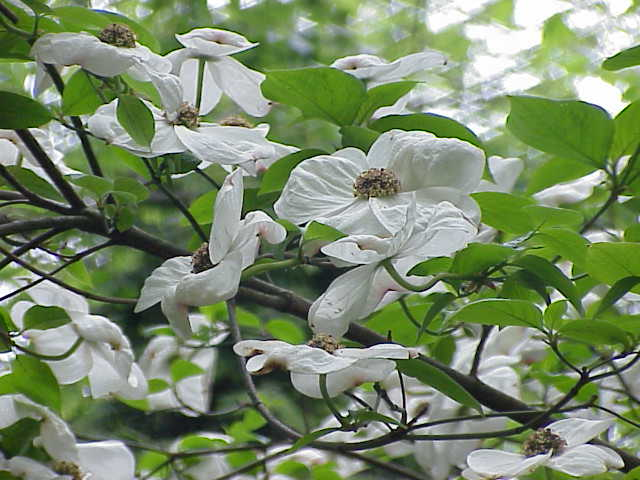
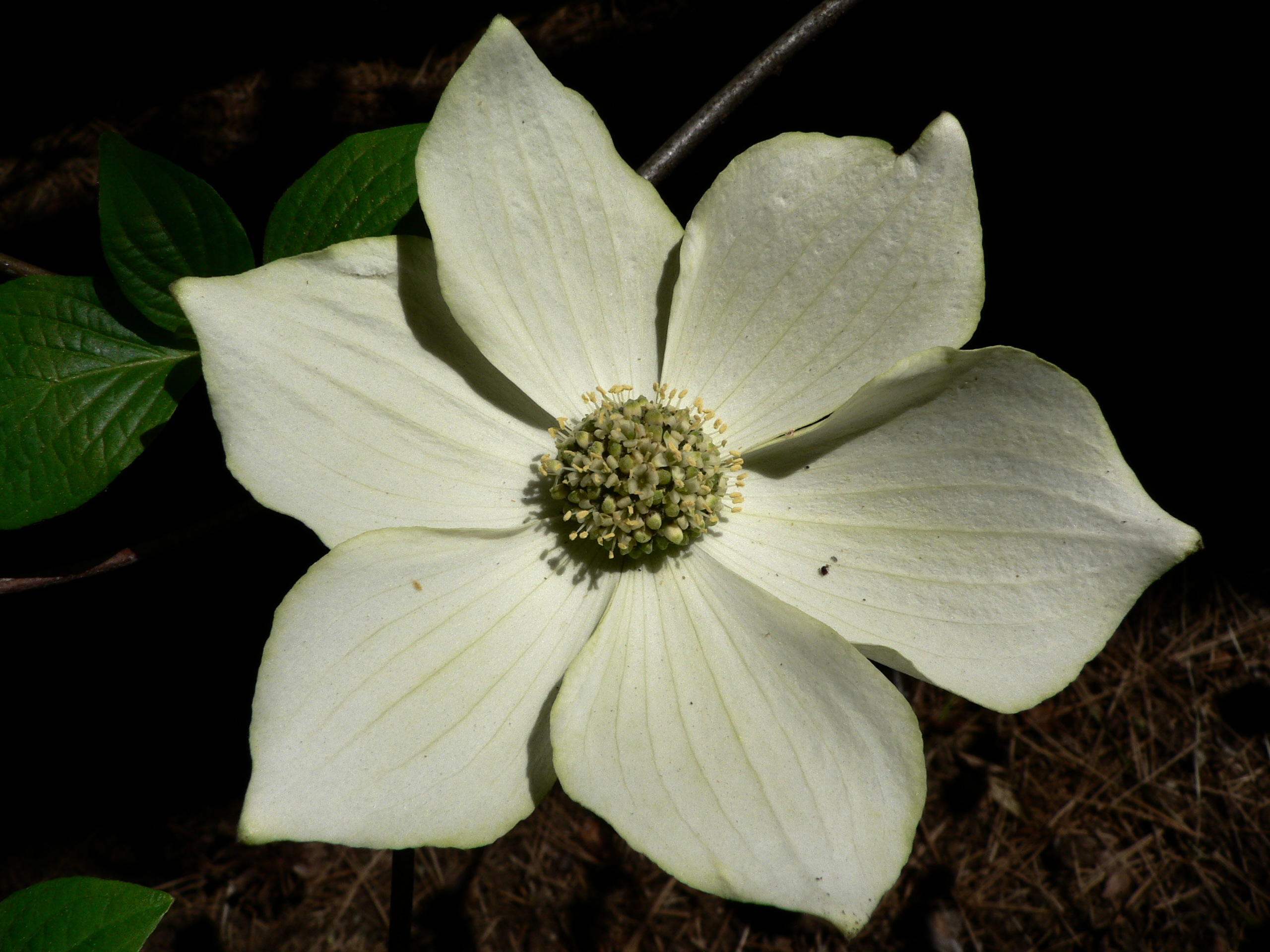
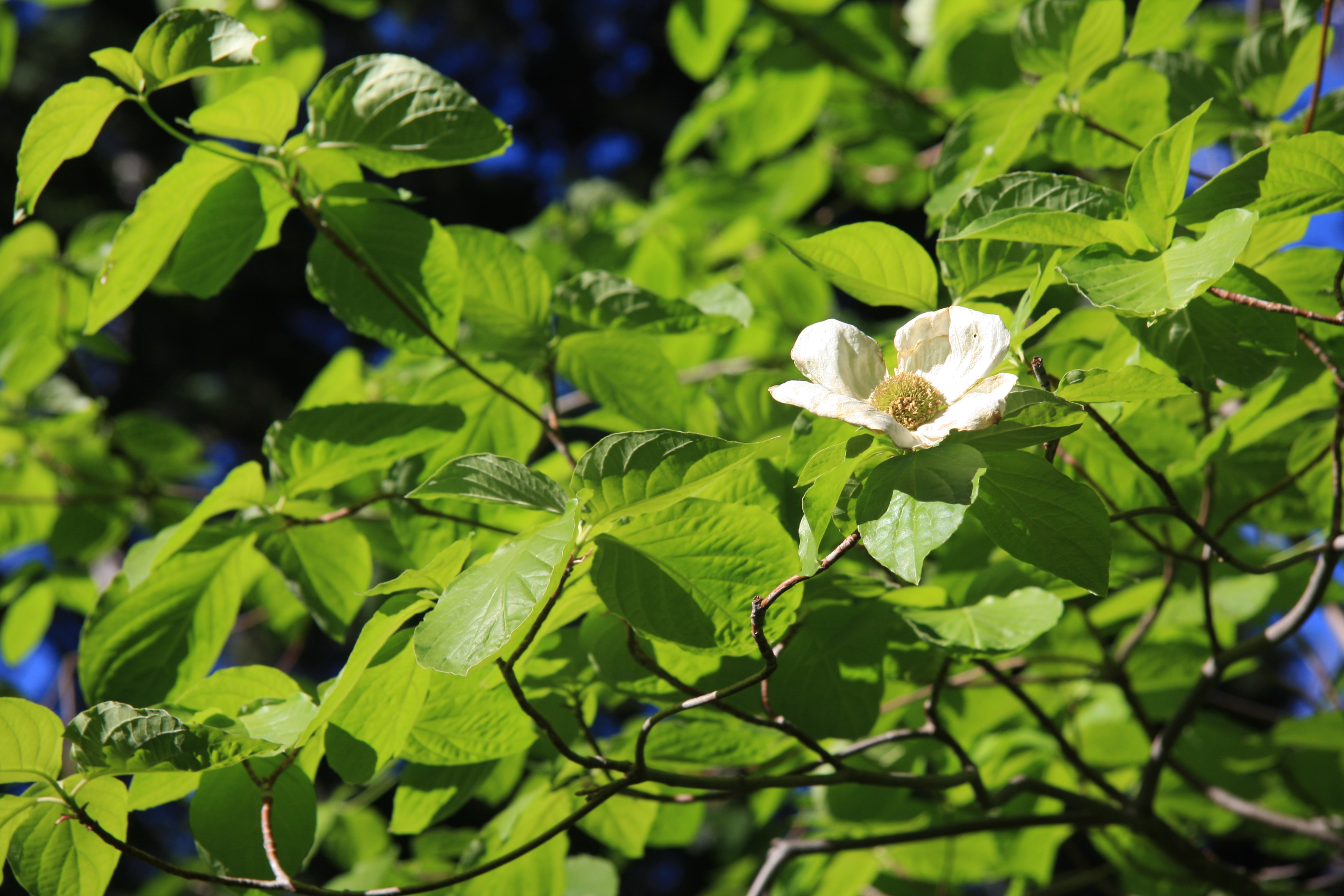
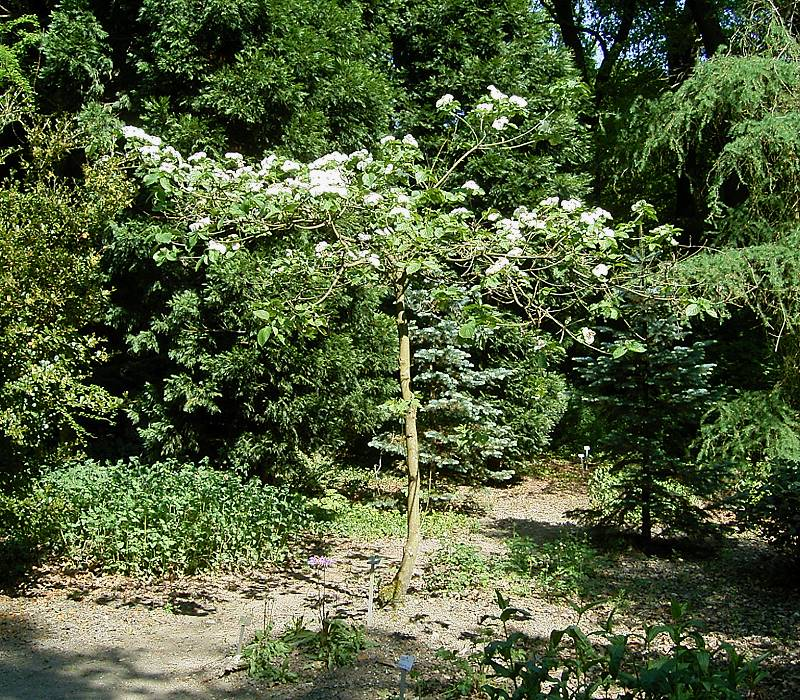
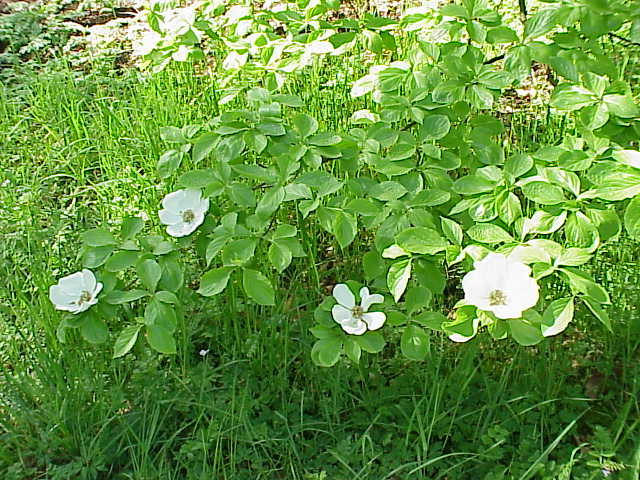
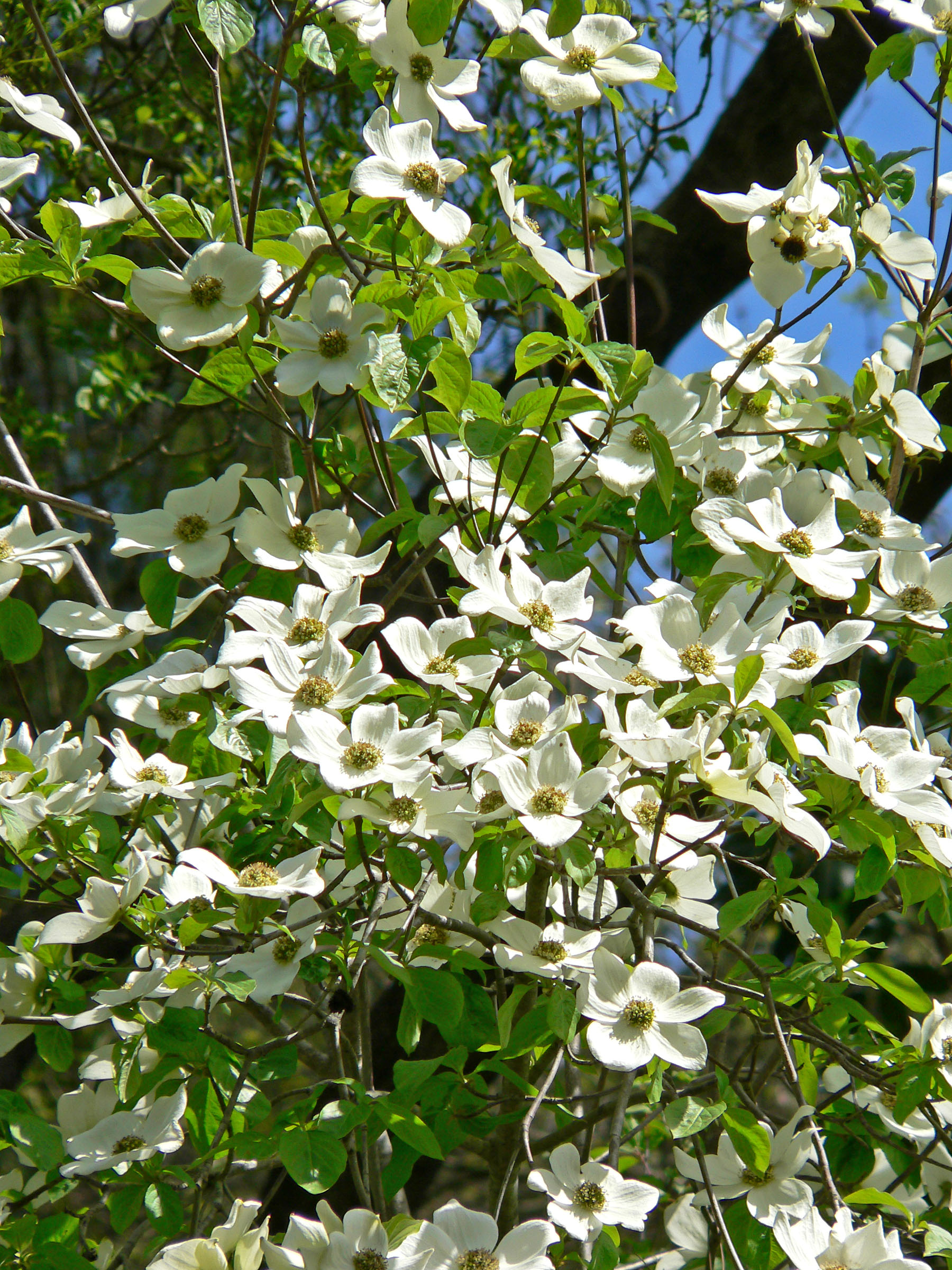